# Tabernacle
Tabernacle es una localidad de San Cristóbal y Nieves, en la parroquia de Saint John Capisterre.
Se ubica a una altitud de 29 m sobre el nivel del mar a 4 km al sudeste de Saddlers.

Según estimación 2010 cuenta con una población de 839 habitantes.